# Malligavalu, Hassan
Malligavalu là một làng thuộc tehsil Hassan, huyện Hassan, bang Karnataka, Ấn Độ.